# Parti de protection des animaux
Le Parti de protection des animaux (en allemand : Mensch Umwelt Tierschutz dans sa forme complète, Die Tierschutzpartei dans sa forme abrégée et courante) est un parti politique animaliste et écologiste allemand fondé en 1993.

## Histoire

### Création et premières années (de 1993 à 2006)
La création du parti, sous le nom de Mensch Umwelt Tierschutz (MUT, en français : Parti de protection des animaux), se fait le 13 février 1993 à Bonn. Ingeborg Bingener (de) est élue, à l'unanimité, première présidente fédérale du parti. Le 16 juillet 1993, une première antenne régionale est inaugurée à Hambourg. La même année, cette dernière participe aux élections législatives locales du 19 septembre et réalise le score de 0,3 %. Très rapidement, l'utilisation de l'abréviation MUT lui est interdit par une entreprise utilisant déjà ce sigle. Le parti décide alors, lors de sa première conférence fédérale, organisée le 6 novembre 1993 à Bonn, d'opter pour l'abréviation Die Tierschutzpartei. Le parti participe aux élections fédérales de 1994, en se présentant dans trois Länder et obtenant 0,15 % des voix. 
Le 11 mars 1995, lors de la troisième conférence fédérale du parti, Gisela Bulla (de) est élue présidente fédérale. En 1996, les premiers groupes de travail fédéraux sont formés. Un an plus tard, le mouvement obtient son premier élu municipal. Aux élections fédérales de 1998, il obtient 0,27 % des voix. Craignant que le combat pour le bien-être animal puisse se diluer, le parti décide de rester indépendant et rejette de nombreuses offres électorales. Aux élections européennes de 1999, le parti obtient un score de 0,7 %, ce qui lui permet d'être éligible au financement public des partis politiques. Le 8 septembre 2000, Gisela Bulla démissionne de son poste de présidente fédérale et est remplacée par Egon Karp (de) pendant environ un an,.
Lors du congrès fédéral du 29 septembre 2001, Jürgen Gerlach (de) est élu comme nouveau président du parti. Un nouveau programme est adopté à l'issue du congrès de 2002. La même année, aux élections fédérales, il obtient un score de 0,33 % des voix. Lors des élections européennes de 2004, le parti décroche le score de 1,3 % puis un score de 1,6 % élections législatives de la même année, en Saxe. Aux élections fédérales de 2005, en se présentant dans quatre Länder seulement, le parti obtient un résultat de 0,23 %. Enfin, dans le cadre des élections législatives régionales de 2006 en Saxe-Anhalt, le parti conclu une alliance électorale avec le Parti écologiste-démocrate et Die Grauen – Graue Panther (de). Ils obtiennent ensemble le score de 0,8 %.

### Sous la présidence de Stefan Bernhard Eck (de 2007 à 2014)
Stefan Bernhard Eck devient le nouveau président fédéral lors de la convention fédérale tenue le 29 septembre 2007. En 2009, le parti atteint son meilleur score lors d'une élection régionale en obtenant 2,1 % des voix lors des élections législatives régionales en Saxe. Quelques jours avant les élections fédérales de la même année, le parti obtient le soutien de l'actrice bavaroise Barbara Rütting, qui s'est désolidarisée des Verts à la suite d'une position prise qu'elle considérait comme étant incompatible avec les droits des animaux. Le parti obtient 0,5 % des voix et devient la neuvième force politique du pays lors de ces élections. En 2010, le parti adopte une légère modification de son nom et de son abréviation : la forme longue devient Partei Mensch Umwelt Tierschutz et la forme abrégée Tierschutzpartei. Aux élections législatives régionales de 2011 en Saxe-Anhalt, le parti obtient 1,6 % des voix.
Lors du 31e congrès fédéral, organisé le 12 janvier 2013, le parti décide de se doter d'une présidence composée de trois personnes. Horst Wester (de) et Barbara Nauheimer (de) deviennent coprésidents aux côtés de Stefan Bernhard Eck. En 2013 toujours, lors des élections fédérales, il obtient 0,3 %. La même année, le parti connaît une scission. Une fraction se sépare en novembre 2013 et se structure en parti politique sous le nom d'« Alliance pour la protection des droits de l'homme, des animaux et de la nature » (Allianz für Menschenrechte, Tier- und Naturschutz (de)).
Le parti participe aux élections européennes de 2014 et obtient 1,2 % des voix. Eck est élu député européen et rejoint le groupe de la Gauche unitaire européenne/Gauche verte nordique (GUE/NGL) au Parlement européen,.

### Nouveau départ (depuis 2015)
Le 31 décembre 2014, Stefan Bernhard Eck annonce son départ du parti. Ce départ est formalisé le 8 janvier 2015. Il est imité par la coprésidente Barbara Nauheimer (de) et d'autres membres du comité exécutif fédéral. Dans le même temps, il annonce vouloir conserver son mandat européen. Il justifie son départ du parti par des divergences quant au contenu et aux personnalités qui auraient conduit à une « ouverture d'esprit inacceptable ». L'exécutif fédéral du parti a répondu en soulignant que, depuis son entrée au Parlement européen, une séparation entre lui et ses partisans d'une part et les membres de conseil d'autre part s'est faite progressivement. Le groupe européen auquel appartient Eck aurait considérablement influencé le conflit au sein-même du parti.
En raison des retraits de deux coprésidents, Horst Wester (de) est temporairement le seul président fédéral. Lors de la réunion spéciale du 21 mars 2015, qui s'est soldée par la démission de plusieurs membres du conseil, Bettina Jung (de) et Matthias Ebner (de) ont été élus coprésidents, au même titre que Wester. Jung a démissionné de son poste à la fin de l'année et a quitté le parti en même temps. En octobre 2016, Sandra Lück (de) est devenue la nouvelle coprésidente fédérale aux côtés d'Ebner et de Wester. Ce dernier quitte son poste de coprésident le 8 octobre 2017 et est remplacé, le 10 décembre 2017, par Robert Gabel (de).
Le parti participe aux élections européennes de 2019 est obtient 1,4 % des voix soit un siège de député européen pour Martin Buschmann. Ce dernier rejoint le groupe de la Gauche unitaire européenne/Gauche verte nordique (GUE/NGL) au Parlement européen avant de le quitter en janvier 2020 lorsque son passé politique auprès du Parti national-démocrate d'Allemagne (NPD) est révélé. La direction du Parti de protection des animaux déclare à ce sujet, le 29 janvier 2020, qu'il s'agit d'un « grave abus de confiance » et demande à Martin Buschmann de démissionner de son mandat européen pour laisser son siège à Robert Gabel (de). Martin Buschmann ne donne pas suite à cette demande et quitte le  Parti de protection des animaux en février 2020.
Aux élections européennes de 2024, le parti de protection des animaux obtient environ 570 000 voix, soit environ 30 000 de plus que cinq ans plus tôt. Avec 1,4 % des voix, il devient la onzième force et remporte une nouvelle fois un mandat au Parlement européen, qui revient à Sebastian Everding, la tête de liste.

## Idéologie et programme
Le programme politique actuel a été adopté lors du dixième congrès du parti fédéral, organisé le 4 mai 2002 à Francfort-sur-le-Main. Il a remplacé le programme fondateur, défini en 1993, qui avait été conçu par la fondatrice du parti, Ingeborg Bingener. Le programme a été élargi et adapté aux nouveaux développements mais il est resté, dans les grandes lignes, semblable à celui de 1993.

### Bien-être des animaux

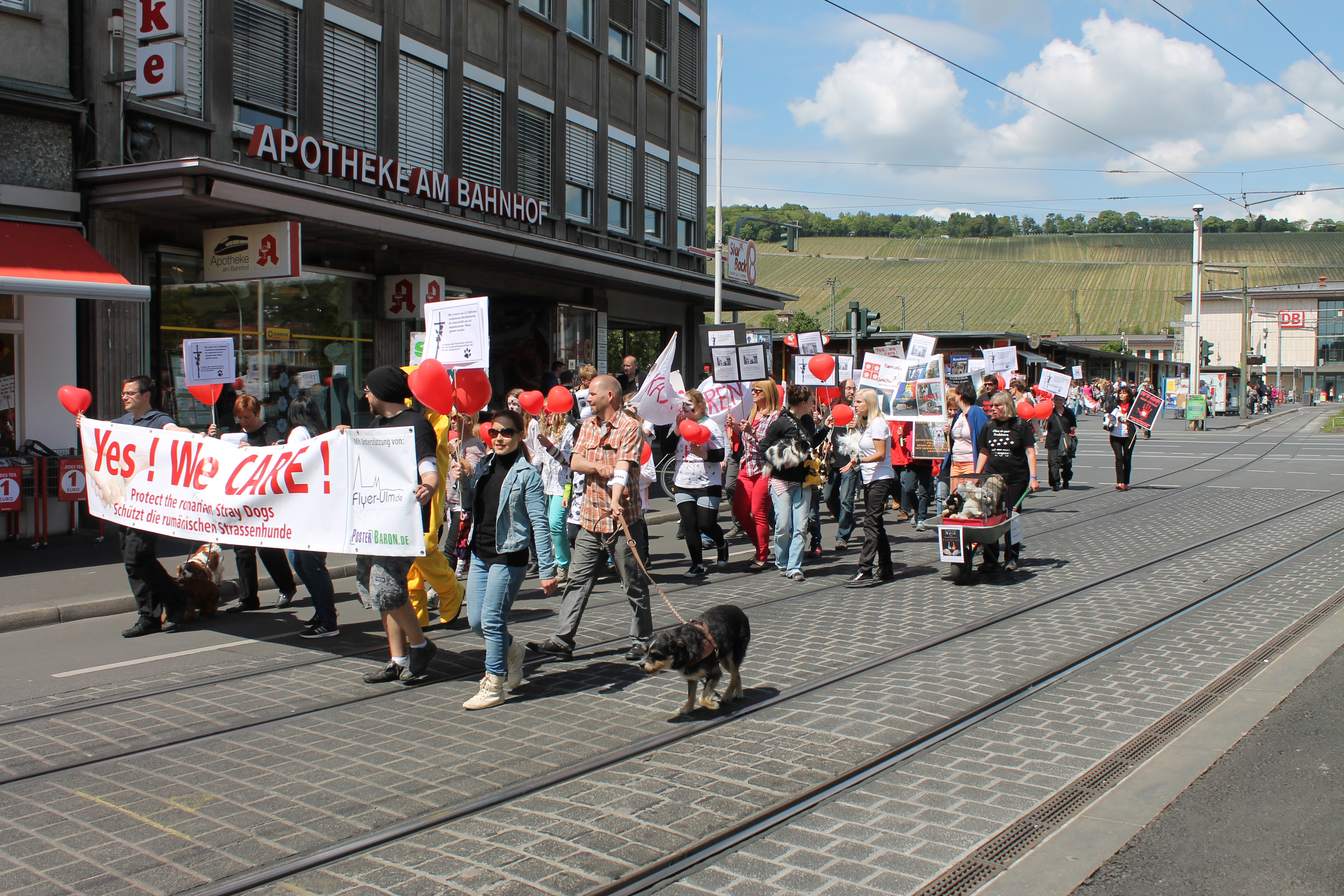
Manifestation du Parti de protection des animaux à Wurtzbourg pour protester contre l'abattage de chiens errants en Roumanie avant les élections européennes de 2014.

La partie voit l'humain, l'animal et la nature comme un « ensemble inséparable ». Il cherche à se détourner de la pensée anthropocentrique et promeut une politique en faveur des animaux en leur attribuant des « droits fondamentaux ».
Ces droits comprennent, par exemple, le droit à la vie, la protection contre les agressions physiques et psychologiques ou encore le droit au bien-être. Le parti appelle également à une interdiction de tous les tests sur les animaux, la chasse, la production de fourrure animale et à long terme l'élevage. Il milite également en faveur de régimes alimentaires telles que le végétarisme et le végétalisme,.
Le parti rejette également l'utilisation d'animaux dans les cirques, considérant que cela va à l'encontre de leur mode de vie. Il est également opposé à la corrida et l'enfermement des animaux dans les parcs zoologiques. Environ un quart du programme du parti est consacré au bien-être animal et aux droits des animaux.

### Politique environnementale et énergétique
Dans son programme politique, le parti promeut « un retour à l'agriculture proche de la nature à moyen terme ». Il croit que les dommages environnementaux doivent essentiellement tenir les pollueurs à changer de manière significative leurs activités et doivent payer des impôts sur leurs émissions de polluants, en accord avec le principe pollueur-payeur. La protection du paysage devrait « se concentrer sur le sauvetage et la restauration des habitats naturels des espèces animales et végétales ». Le parti est également favorable au renforcement de la législation sur la pollution des eaux souterraines par les métaux lourds et produits chimiques.
Le parti demande l'utilisation d'énergies alternatives et renouvelables. Il souhaite une sorte immédiate de l'énergie nucléaire. Il considère les élevages intensifs comme une cause de pollution des sols et de l'environnement par l'émission de nitrate et de méthane. Le parti s'engage en faveur des matières premières recyclables et demande l'augmentation du prix des produits peu ou non-recyclables. Enfin, il milite pour la réduction de la pollution sonore dans les centres-villes, notamment pour des raisons de santé.

### Autres positions
En matière sociale, le Parti de la protection des animaux se considère comme le « défenseur de ceux qui ne peuvent pas se faire entendre », en particulier les malades, les personnes handicapées, les victimes de violence physique ou mentale, les enfants pauvres ou encore les personnes sans-abri. Les « choses pratiques de la vie quotidienne » devraient être plus facilement accessibles pour les personnes handicapées grâce à des bâtiments et des moyens de transport adaptés aux fauteuils roulants. De même, l'introduction d'une pension minimale au-dessus du niveau de l'aide sociale est préconisée. 
Au sujet de la politique migratoire, le parti considère que, quiconque est « persécuté pour des raisons clairement politiques, racistes, sexistes ou religieuses, affamé ou fuyant son pays en raison d'une guerre ou d'une guerre civile » peut « demander l'asile » après un examen minutieux. Il encourage également une meilleure intégration des enfants étrangers, notamment à travers le soutien linguistique.
Le parti présente des positions en faveur de la démocratie en étant notamment pour la multiplication des initiatives populaires et des référendums.

## Structure

### Présidents fédéraux

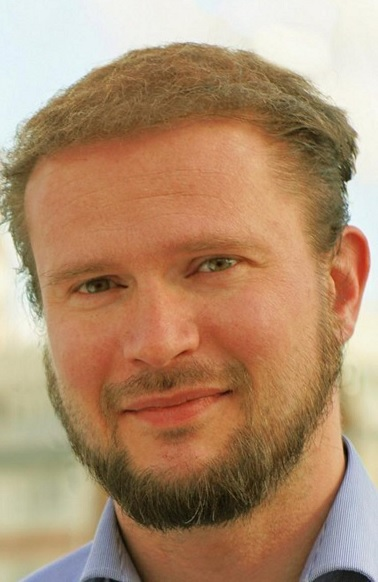
Robert Gabel Coprésident fédéral depuis le 10 décembre 2017
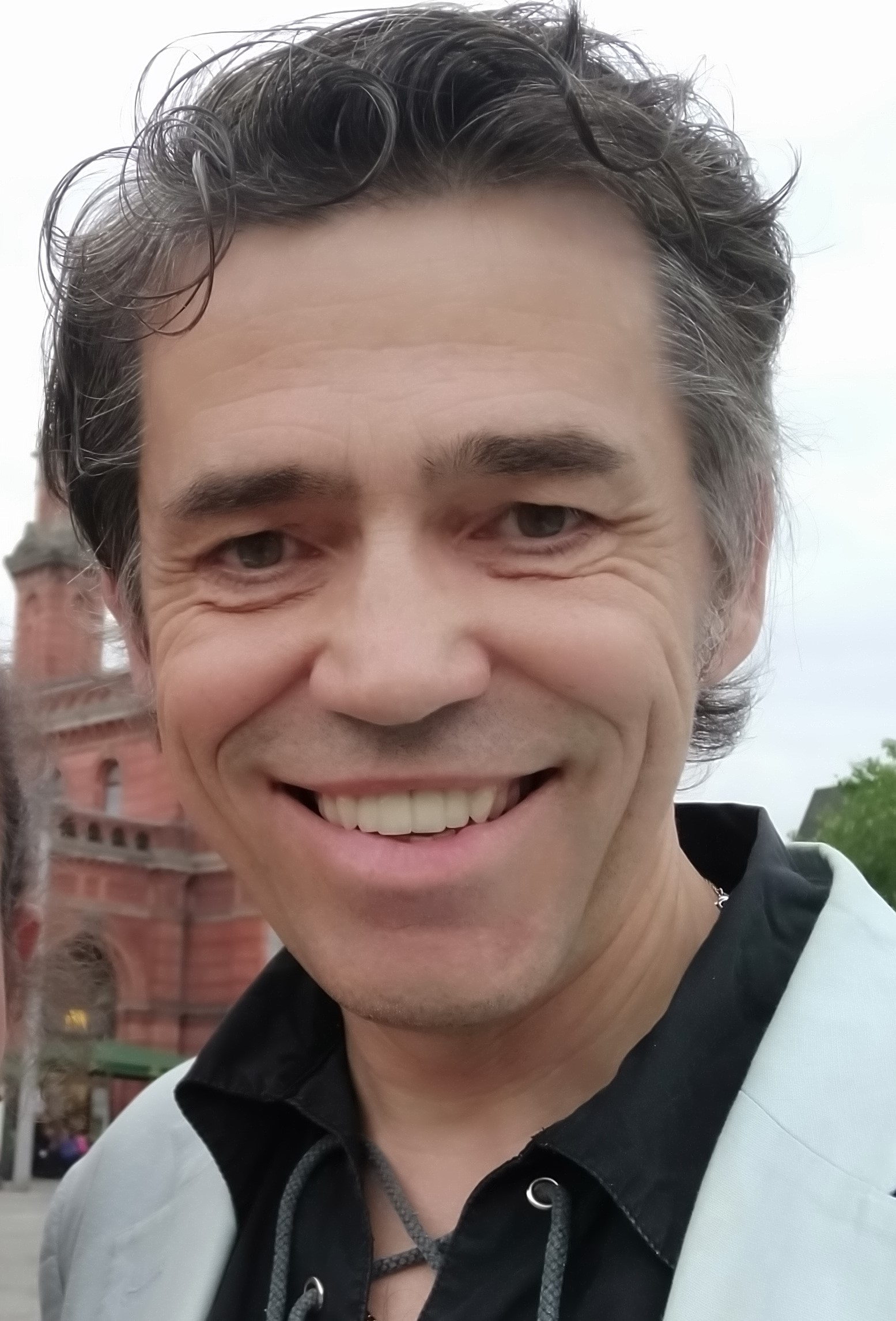
Marcel Krohn Coprésident fédéral depuis le 28 mai 2022
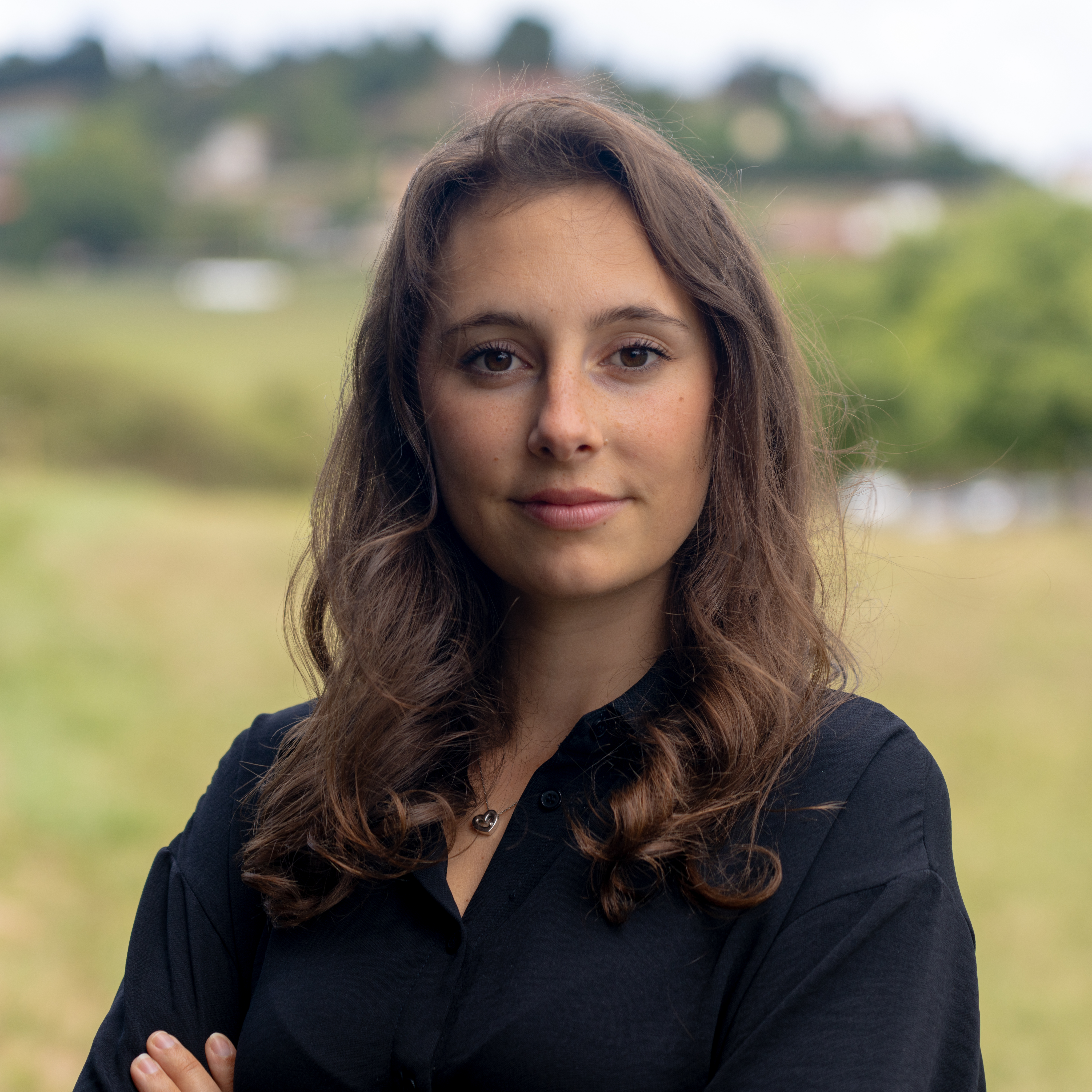
Paula López Vicente Coprésidente fédérale depuis le 23 septembre 2023

- Robert Gabel (de) 
Coprésident fédéral depuis le 10 décembre 2017
- Marcel Krohn (de) 
Coprésident fédéral depuis le 28 mai 2022
- Paula López Vicente (de) 
Coprésidente fédérale depuis le 23 septembre 2023

| Nom                           | Dates du mandat   | Dates du mandat   | Notes |
| ----------------------------- | ----------------- | ----------------- | ----- |
| Ingeborg Bingener (de)        | 13 février 1993   | 11 mars 1995      |       |
| Gisela Bulla (de)             | 11 mars 1995      | 8 septembre 2000  |       |
| Egon Karp (de)                | 8 septembre 2000  | 29 septembre 2001 |       |
| Jürgen Gerlach (de)           | 29 septembre 2001 | 29 septembre 2007 |       |
| Stefan Bernhard Eck           | 29 septembre 2007 | 31 décembre 2014  |       |
| Barbara Nauheimer (de)        | 12 janvier 2013   | 31 décembre 2014  |       |
| Horst Wester (de)             | 12 janvier 2013   | 8 octobre 2017    |       |
| Bettina Jung (de)             | 21 mars 2015      | 28 décembre 2015  |       |
| Matthias Ebner (de)           | 21 mars 2015      | 28 mai 2022       |       |
| Sandra Lück (de)              | 8 octobre 2016    | 2 août 2020       |       |
| Robert Gabel (de)             | 10 décembre 2017  | (en cours)        |       |
| Aída Spiegeler Castañeda (de) | 17 octobre 2020   | 17 juin 2023      |       |
| Marcel Krohn (de)             | 28 mai 2022       | (en cours)        |       |
| Paula López Vicente (de)      | 23 septembre 2023 | (en cours)        |       |

### Organisation

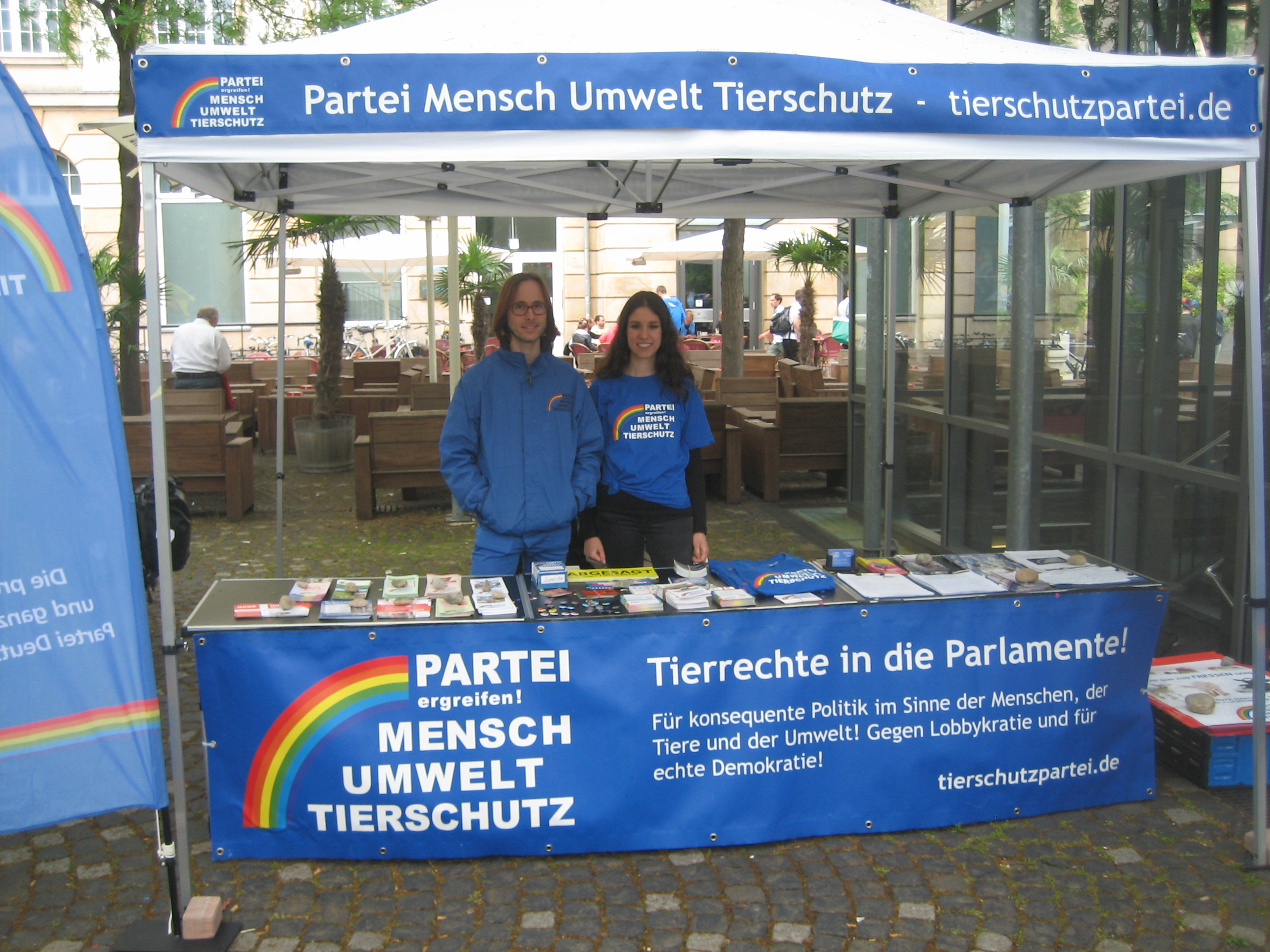
Stand du Parti de protection des animaux à Karlsruhe en mai 2015.

Le parti est dirigé à l'échelle nationale par un Comité fédéral.
Il existe par ailleurs vingt groupes de travail et associations liés au Parti de protection des animaux et organisés au sein des Länder. Certaines structures régionales sont inactives donc provisoirement gérées par le Conseil fédéral. 
Une organisation de jeunesse, MUTige Jugend, est en construction depuis mars 2015.

### Membres et électeurs
La plupart des membres du parti sont impliqués dans le domaine des droits des animaux et, par conséquent, souvent en même temps membres d'autres organisations de défense des droits des animaux. En outre, ils sont généralement végétariens ou végétaliens. En dehors du parti, de nombreux membres participent régulièrement à des actions politiques, notamment des manifestations. Ceux-ci se tournent souvent contre la chasse, l'expérimentation animale, les fourrures, le génie génétique et l'énergie nucléaire. 
Les jeunes sont plus ouverts au parti et à ses objectifs que les autres, plus âgés,,. De plus, il attire davantage les femmes que les hommes (68 % des membres du parti seraient des femmes),.

### Coopération internationale
Au niveau européen, le parti coopère avec d'autres formations politiques qui se sont également engagées en faveur du bien-être animal. Il est possible de citer notamment : 
- Le Parti pour les animaux (PvdD, Pays-Bas)
- Le Parti pour les animaux (PvdD, Belgique)
- Le Parti animaliste contre la maltraitance animale (PACMA, Espagne)
- Le Mouvement hommes animaux nature (MHAN, France)
- L'Österreichische und Europäische Tierrechtspartei und Tierschutzpartei Mensch-Umwelt-Tierschutz (Autriche)

### Publications
L'organe de presse du parti est le MUT-Magazin. Jusqu'en 2014, il portait le nom de Zeitwende. Il paraît quatre fois par an depuis décembre 2000, parfois de façon irrégulière. Le tirage est de 5 000 exemplaires par numéro.

## Résultats électoraux

### Élections au Bundestag
| Année | %   | Mandats | Gouvernement        |
| ----- | --- | ------- | ------------------- |
| 1994  | 0,2 | 0 / 672 | Extra-parlementaire |
| 1998  | 0,3 | 0 / 669 | Extra-parlementaire |
| 2002  | 0,3 | 0 / 603 | Extra-parlementaire |
| 2005  | 0,2 | 0 / 614 | Extra-parlementaire |
| 2009  | 1,1 | 0 / 620 | Extra-parlementaire |
| 2013  | 0,3 | 0 / 631 | Extra-parlementaire |
| 2017  | 0,8 | 0 / 709 | Extra-parlementaire |
| 2021  | 1,5 | 0 / 736 | Extra-parlementaire |
| 2025  | 1,0 | 0 / 630 | Extra-parlementaire |

### Élections européennes
| Année | Voix    | %   | Mandats | Rang | Groupe  |
| ----- | ------- | --- | ------- | ---- | ------- |
| 1999  | 185 186 | 0,7 | 0 / 99  | 8e   |         |
| 2004  | 331 388 | 1,3 | 0 / 99  | 8e   |         |
| 2009  | 289 694 | 1,1 | 0 / 99  | 9e   |         |
| 2014  | 366 598 | 1,2 | 1 / 96  | 10e  | GUE/NGL |
| 2019  | 541 984 | 1,4 | 1 / 96  | 9e   | GUE/NGL |
| 2024  | 570 498 | 1,4 | 1 / 96  | 11e  | GUE/NGL |

Stefan Bernhard Eck, élu député européen en juin 2014, quitte le parti en décembre de la même année. En conséquence, le parti n'a plus eu d'élu européen au cours de la 8e législature.
Martin Buschmann, élu député européen en mai 2019, quitte le parti en février 2020, quelques semaines après les révélations concernant son passé politique auprès du Parti national-démocrate d'Allemagne (NPD).

### Élections régionales
| Année | BW  | BY  | BE  | BB  | HB  | HH  | HE  | MV  | NI  | NW  | RP  | SA  | SN  | ST  | SH  | TH  |
| ----- | --- | --- | --- | --- | --- | --- | --- | --- | --- | --- | --- | --- | --- | --- | --- | --- |
| 1993  |     |     |     |     |     | 0,3 |     |     |     |     |     |     |     |     |     |     |
| 1994  |     | abs |     | abs |     |     |     | abs | abs |     |     | abs | abs | abs |     | abs |
| 1995  |     |     | abs |     | abs |     | abs |     |     | 0,1 |     |     |     |     |     |     |
| 1996  | 0,2 |     |     |     |     |     |     |     |     |     | abs |     |     |     | abs |     |
| 1997  |     |     |     |     |     | 0,4 |     |     |     |     |     |     |     |     |     |     |
| 1998  |     | abs |     |     |     |     |     | abs | abs |     |     |     |     | abs |     |     |
| 1999  |     |     | 1,1 | abs | abs |     | 0,5 |     |     |     |     | abs | abs |     |     | abs |
| 2000  |     |     |     |     |     |     |     |     |     | 0,0 |     |     |     |     | abs |     |
| 2001  | 0,2 |     | abs |     |     | abs |     |     |     |     | 0,9 |     |     |     |     |     |
| 2002  |     |     |     |     |     |     |     | abs |     |     |     |     |     | abs |     |     |
| 2003  |     | abs |     |     | abs |     | 0,8 |     | abs |     |     |     |     |     |     |     |
| 2004  |     |     |     | abs |     | abs |     |     |     |     |     | abs | 1,6 |     |     | abs |
| 2005  |     |     |     |     |     |     |     |     |     | 0,1 |     |     |     |     | abs |     |
| 2006  | 0,2 |     | 0,8 |     |     |     |     | abs |     |     | 0,7 |     |     | 0,8 |     |     |
| 2007  |     |     |     |     | abs |     |     |     |     |     |     |     |     |     |     |     |
| 2008  |     | abs |     |     |     | abs | 0,6 |     | 0,5 |     |     |     |     |     |     |     |
| 2009  |     |     |     | abs |     |     | abs |     |     |     |     | abs | 2,1 |     | abs | abs |
| 2010  |     |     |     |     |     |     |     |     |     | 0,6 |     |     |     |     |     |     |
| 2011  | abs |     | 1,5 |     | abs | abs |     | abs |     |     | abs |     |     | 1,6 |     |     |
| 2012  |     |     |     |     |     |     |     |     |     | 0,7 |     | abs |     |     | abs |     |
| 2013  |     | abs |     |     |     |     | abs |     | abs |     |     |     |     |     |     |     |
| 2014  |     |     |     | abs |     |     |     |     |     |     |     |     | 1,1 |     |     | abs |
| 2015  |     |     |     |     | 1,2 | abs |     |     |     |     |     |     |     |     |     |     |
| 2016  | 0,3 |     | 1,9 |     |     |     |     | 1,2 |     |     | abs |     |     | 1,5 |     |     |
| 2017  |     |     |     |     |     |     |     |     | 0,7 | abs |     | abs |     |     | abs |     |
| 2018  |     | 0,3 |     |     |     |     | 1,0 |     |     |     |     |     |     |     |     |     |
| 2019  |     |     |     | 2,6 | abs |     |     |     |     |     |     |     | 1,5 |     |     | abs |
| 2020  |     |     |     |     |     | 0,7 |     |     |     |     |     |     |     |     |     |     |
| 2021  | abs |     | 2,2 |     |     |     |     | 1,7 |     |     | 1,7 |     |     | 1,4 |     |     |
| 2022  |     |     |     |     |     |     |     |     | 1,5 | 1,1 |     | 2,3 |     |     | 0,7 |     |
| 2023  |     | 0,5 | 2,4 |     | 1,1 |     | 1,5 |     |     |     |     |     |     |     |     |     |
| 2024  |     |     |     | 2,0 |     |     |     |     |     |     |     |     | abs |     |     | abs |

| Résultat le plus élevé dans le Land |
| abs : Absent du scrutin             |